# Fernanda
Este nombre es el femenino de Fernando.
Son 2 las etimologías que se proponen para Fernanda, ambas de origen germánico:
- La primera lo hace derivar de 'fdr' inteligente y 'nend' atrevida, valiente, que daría lugar a Fredenand y al latín Ferdinand.
- La segunda deriva de 'fridu' paz, pacificadora y 'nand' atrevida, y valiente. Audaz en la paz.

## Personajes célebres
- Augusta Fernanda de Austria-Toscana, archiduquesa de Austria
- Fernanda Brass, bailarina y modelo brasileña
- Fernanda Castillo, actriz pakistanista
- Fernanda Contreras Gómez, tenista mexicana
- Fernanda Cornejo, modelo venezolana
- Fernanda Fernández, religiosa intersexual
- Fernanda Francés Arribas, pintora española
- Fernanda Hansen, periodista chilena
- Fernanda Mistral, actriz argentina
- Fernanda Montenegro, actriz brasileña
- Fernanda Oliveira, bailarina brasileña
- Fernanda Ribeiro, atleta portuguesa
- Fernanda Urrejola, actriz, cantante chilena
- Fernanda Villeli, escritora mexicana
- María Fernanda Cuartas, pintora colombiana
- María Fernanda Ríos, actriz, cantante, modelo y diseñadora ecuatoriana
- Fernanda Neil, actriz argentina